# Escotonicterinis
Els escotonicterinis (Scotonycterini) són una tribu de ratpenats de la família dels pteropòdids. Les espècies d'aquest grup viuen exclusivament a l'Àfrica subsahariana. Com molts dels ratpenats que viuen a les regions tropicals, els escotonicterinis s'alimenten principalment de fruita. Hi ha una espècie d'escotonicterini que està amenaçada d'extinció. La tribu conté tres espècies repartides en dos gèneres diferents.